# 石洲乡
石洲乡，是中华人民共和国湖南省株洲市炎陵县下辖的一个乡镇级行政单位。

## 行政区划
石洲乡下辖以下地区：
石坝村、青石村、安坑村、双江村、大源村、马坳村和高车村。